# 高昌故城

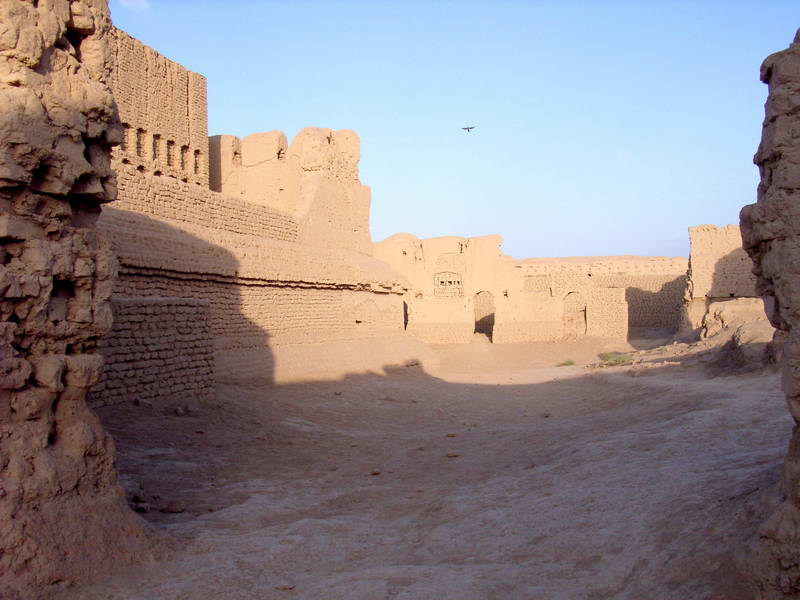
高昌故城

高昌故城（こうしょうこじょう、ウイグル語のカタカナ表記：カラホジャ、中国語: 高昌故城）または高昌古城は、高昌国旧市街の遺跡で、新疆ウイグル自治区トルファン市の東方、高昌区の三堡郷にある。すなわち、火炎山の南麓にある木頭溝川の三角州にあった。
この都市の古代都市は、紀元前1世紀に、旧姑師国地域に西漢王朝の屯田軍によって建設された。13世紀の終わりには、モンゴル帝国軍によって殲滅・放棄されている。
1961年には、高昌故城は中華人民共和国国務院によって、第一次中華人民共和国全国重点文物保護単位のひとつとして発表された。シルクロード:長安-天山回廊の交易路網としてユネスコの世界遺産にも登録されている。

## 参照項目
- 交河故城（トルファン市の西方）